# Dirk Rudolph
Dirk Rudolph (* 1964) ist ein deutscher Fotograf und Grafiker. Seit 1989 gestaltet er hauptsächlich Tonträgerverpackungen für zahlreiche Künstler im In- und Ausland.

## Beruflicher Werdegang
Dirk Rudolph ist Autodidakt als Fotograf und hat eine Ausbildung als Siebdrucker abgeschlossen. 
Anfang der 80er Jahre spielte er in den Punkbands „Fenton Weills“, „Die sauberen Drei“ und „Tag der Milch“. Er schrieb Fanzines, gestaltete Kassettenhüllen und Tourposter für befreundete Bands und war Inhaber eines Independent-Plattenlabels in Hagen. Als sein Hauptarbeitgeber, eine Druckerei in Hagen, 1989 Insolvenz anmelden musste, machte sich Dirk Rudolph als Grafikdesigner selbständig.
Dirk Rudolph arbeitet häufig mit Schablonen, die er ausgehend von einem Foto am Computer herstellt und in seinen Collagen einsetzt. Er bespritzt, besprenkelt und besprüht die Bilder oft mit Farbklecksen. Buchstaben entstehen mit Pinsel, Stift, Paketband oder am Computer.
Seine Coverart findet man auf zahlreichen Alben verschiedener Musiker, z. B.
Phillip Boa, Element of Crime, Scorpions, Ich + Ich, Fler, Bushido, Pia Lund, Reamonn, Georgie Fame, The Singers Unlimited. Götz Alsmann, Valentine, Enigma, Jean-Yves Thibaudet, Bryan Adams, Kain, P:lot, Rufus Wainwright, Rammstein, Lambretta, Rivo Drei, Till Brönner, Schrottgrenze, And Then She Came und In Extremo. Die Tonträger wurden zum großen Teil mit Gold und Platin ausgezeichnet. Für die Band Die Toten Hosen entwarf Rudolph die Cover der Alben Zurück zum Glück, Nur zu Besuch, In aller Stille und Ballast der Republik. Er entwarf das Cover der EP Friss oder stirb und damit die Plakate zur zweijährigen Friss oder stirb Tour. Zudem entwickelte Dirk Rudolph das gesamte visuelle Erscheinungsbild der Firma Motor Music.
1999 erschien ein 160-seitiger Bildband mit Dirk Rudolphs Grafiken unter dem Titel Spark. 2006 illustrierte Rudolph zusammen mit anderen Künstlern ein Buch mit Geschichten von Edgar Allan Poe.